# アトリエシリーズ
アトリエシリーズ（Atelier Series）は、コーエーテクモゲームスのガスト（旧・株式会社ガスト）から発売されている、日本のコンピュータRPGシリーズ作品。
2023年時点でシリーズの累計出荷本数は750万本を超える。

## 概要
1997年の『マリーのアトリエ』のヒットに始まり、続編『エリーのアトリエ』が好評だったことから「アトリエシリーズ」として確立する。4作目『ユーディーのアトリエ』以降の作品はナンバリングでは直接繋がっていないが、代わりに通し番号が設定されている。通し番号を持たない外伝的な作品もあるが、ここではそれらも全てアトリエシリーズとして扱う。
アトリエシリーズでは原則として主人公自身、あるいは主人公の1人が錬金術士である。主人公らが錬金術の力で自身の目的を達成するという基本路線はほとんどの作品で一貫している。しかし、通し番号をもつ主要作品群に限っても、2 - 3作単位で作風やシステム、画風に大きな変化がつけられているため、アトリエシリーズ内部でもさらにいくつかのシリーズに細分されている。必ずしも通し番号の順番に製作されているわけではなく、アーランドシリーズのように最後の作品発売の8年後唐突に続編の4作品目が生まれた例もある。
また、アトリエシリーズ本編作品にはいつまでに条件をクリアしなくてはいけないという期限（時間制限）があるのが恒例であったが、発売時系列上の「シャリーのアトリエ（A16）」以降は廃止されている。
海外においてはコーエーテクモホールディングスの現地支社が発売を直接担当（過去には日本一ソフトウェアが発売担当したこともあった）。

## シリーズ一覧
| 1997 | マリーのアトリエ(A1)                    |
| 1998 | エリーのアトリエ(A2)                    |
| 1999 |                                         |
| 2000 | マリーのアトリエGB/エリーのアトリエGB   |
| 2001 | リリーのアトリエ(A3)                    |
| 2001 | マリー&エリー                           |
| 2001 | ヘルミーナとクルス                      |
| 2002 | ユーディーのアトリエ(A4)                |
| 2003 | マリー・エリー&アニスのアトリエ         |
| 2003 | ヴィオラートのアトリエ(A5)              |
| 2004 | イリスのアトリエ エターナルマナ(A6)     |
| 2005 | イリスのアトリエ エターナルマナ2(A7)    |
| 2006 | イリスのアトリエ グランファンタズム(A8) |
| 2007 | リーズのアトリエ(DSA1)                  |
| 2007 | マナケミア(A9)                          |
| 2008 | マナケミア2(A10)                        |
| 2009 | アニーのアトリエ(DSA2)                  |
| 2009 | ロロナのアトリエ(A11)                   |
| 2009 | リーナのアトリエ(DSA3)                  |
| 2010 | トトリのアトリエ(A12)                   |
| 2011 | メルルのアトリエ(A13)                   |
| 2012 | アーシャのアトリエ(A14)                 |
| 2013 | エスカ&ロジーのアトリエ(A15)            |
| 2014 | シャリーのアトリエ(A16)                 |
| 2015 | ソフィーのアトリエ(A17)                 |
| 2016 | フィリスのアトリエ(A18)                 |
| 2017 | リディー&スールのアトリエ(A19)          |
| 2018 |                                         |
| 2019 | ネルケと伝説の錬金術士たち              |
| 2019 | ルルアのアトリエ(A20)                   |
| 2019 | ライザのアトリエ(A21)                   |
| 2020 | ライザのアトリエ2(A22)                  |
| 2021 |                                         |
| 2022 | ソフィーのアトリエ2(A23)                |
| 2023 | ライザのアトリエ3(A24)                  |
| 2023 | レスレリアーナのアトリエ(A25)           |
| 2024 |                                         |
| 2025 | ユミアのアトリエ(A26)                   |
| 2025 | 紅白レスレリ                            |

括弧内は通し番号。シリーズ同士にストーリーの関連性はない。作品によっては新要素の加わったPlus版が発売されている。

### 本編作品

#### ザールブルグシリーズ
- マリーのアトリエ 〜ザールブルグの錬金術士〜（A1）
  - 無印版（PS、SS）
  - Plus版（PS、Windows 95/98、DC、PS2、iOS、Android）
    - ゲームアーカイブス版（PSP、PS3、PS Vita）

  - リメイク版（PS5、PS4、Switch、Steam）

- エリーのアトリエ 〜ザールブルグの錬金術士2〜（A2）
  - 無印版（PS、Windows 95/98、DC、PS2）
    - ゲームアーカイブス版（PSP、PS3、PS Vita）

- リリーのアトリエ 〜ザールブルグの錬金術士3〜（A3）
  - 無印版（PS2）
  - Plus版（PS2）

#### グラムナートシリーズ
それぞれPSP移植および新要素追加を行ったバージョンが発売された。
- ユーディーのアトリエ 〜グラムナートの錬金術士〜（A4）
  - 無印版（PS2）
  - 囚われの守人版（PSP）

- ヴィオラートのアトリエ 〜グラムナートの錬金術士2〜（A5）
  - 無印版（PS2）
  - 群青の思い出版（PSP）

#### イリスシリーズ
- イリスのアトリエ エターナルマナ（A6）
  - 無印版（PS2）

- イリスのアトリエ エターナルマナ2（A7）
  - 無印版（PS2）

- イリスのアトリエ グランファンタズム（A8）
  - 無印版（PS2）

#### マナケミアシリーズ
それぞれPSP移植および新要素追加を行ったバージョンが発売された。
- マナケミア 〜学園の錬金術士たち〜（A9）
  - 無印版（PS2）
  - PORTABLE+版（PSP）

- マナケミア2 〜おちた学園と錬金術士たち〜（A10）
  - 無印版（PS2）
  - PORTABLE+版（PSP）

#### アーランドシリーズ
DX版はPlus版（ロロナは新ロロナ版）を元にDLC同梱とテンポ改善を行ったものとなっている。
- ロロナのアトリエ 〜アーランドの錬金術士〜（A11）
  - 無印版（PS3）
  - 新・ロロナのアトリエ（PS3、PS Vita） - 3Dモデルやシステムが一新し、新要素が加わったリメイク作品。 
    - 3DS版（3DS） - 3DS向けにアレンジされ、独自要素アストリッドのアトリエが加わった。
    - DX版（PS4、Switch、Steam）

- トトリのアトリエ 〜アーランドの錬金術士2〜（A12）
  - 無印版（PS3）
  - Plus版（PS Vita）
    - DX版（PS4、Switch、Steam）

- メルルのアトリエ 〜アーランドの錬金術士3〜（A13）
  - 無印版（PS3）
  - Plus版（PS Vita）
    - DX版（PS4、Switch、Steam）

- ルルアのアトリエ 〜アーランドの錬金術士4〜（A20）
  - 無印版（PS4、Switch、Steam）

#### 黄昏シリーズ
DX版はPlus版を元にDLC同梱とテンポ改善を行ったものとなっている。
- アーシャのアトリエ 〜黄昏の大地の錬金術士〜（A14）
  - 無印版（PS3）
  - Plus版（PS Vita）
    - DX版（PS4、Switch、Steam）

- エスカ&ロジーのアトリエ 〜黄昏の空の錬金術士〜（A15）
  - 無印版（PS3）
  - Plus版（PS Vita）
    - DX版（PS4、Switch、Steam）

- シャリーのアトリエ 〜黄昏の海の錬金術士〜（A16）
  - 無印版（PS3）
  - Plus版（PS Vita）
    - DX版（PS4、Switch、Steam）

#### 不思議シリーズ
DX版は無印版を元にDLC同梱やシナリオ等の要素追加等を行ったものとなっている。
- ソフィーのアトリエ 〜不思議な本の錬金術士〜（A17）
  - 無印版（PS3、PS Vita、PS4、Steam）
    - DX版（PS4、Switch、Steam）

- フィリスのアトリエ 〜不思議な旅の錬金術士〜（A18）
  - 無印版（PS Vita、PS4、Steam）
    - DX版（PS4、Switch、Steam）

- リディー&スールのアトリエ 〜不思議な絵画の錬金術士〜（A19）
  - 無印版（PS Vita、PS4、Switch、Steam）
    - DX版（PS4、Switch、Steam）

- ソフィーのアトリエ2 〜不思議な夢の錬金術士〜（A23）
  - 無印版（PS4、Switch、Steam）

#### 秘密シリーズ
- ライザのアトリエ 〜常闇の女王と秘密の隠れ家〜（A21）
  - 無印版（PS4、Switch、Steam）

- ライザのアトリエ2 〜失われた伝承と秘密の妖精〜（A22）
  - 無印版（PS5、PS4、Switch、Steam）

- ライザのアトリエ3 〜終わりの錬金術士と秘密の鍵〜（A24）
  - 無印版（PS5、PS4、Switch、Steam）

#### その他の本編作品
- レスレリアーナのアトリエ 〜忘れられた錬金術と極夜の解放者〜（A25）
  - アプリ版（iOS、iPadOS、Android、Steam）

- ユミアのアトリエ 〜追憶の錬金術士と幻創の地〜（A26）
  - （Switch、PS4、PS5、Xbox One、Xbox Series X/S、Steam）

### DSシリーズ
ニンテンドーDS用ソフトとして開発され、本編シリーズとは別の通し番号が付与されている。
- リーズのアトリエ 〜オルドールの錬金術士〜（DSA1[2]）
- アニーのアトリエ 〜セラ島の錬金術士〜（DSA2[2]）
- リーナのアトリエ 〜シュトラールの錬金術士〜（DSA3）

### 外伝作品
- マリーのアトリエGB
- エリーのアトリエGB
- マリー&エリー 〜ふたりのアトリエ〜
- ヘルミーナとクルス 〜リリーのアトリエ もう一つの物語〜
- マリー・エリー&アニスのアトリエ 〜そよ風からの伝言〜
- エルクローネのアトリエ 〜Dear for Otomate〜
- ネルケと伝説の錬金術士たち 〜新たな大地のアトリエ〜[19]
- 紅の錬金術師と白の守護者 〜レスレリアーナのアトリエ〜

### 携帯アプリ
- iマリーのアトリエ - マリー、エリー、リリーのアトリエの移植[20]。
- マリーのキャラジャン
- マリーのアトリエ パズル工房
- マリーの錬金術
- エリーのアトリエ パズル工房
- イリスのアトリエ エターナルマナ2 After Episode -  エターナルマナ2のエンディング後からの展開[21]。
- マリー・エリーのアトリエ ～ザールブルグの錬金術士～ - GREE提供。ソーシャルゲーム。サービス終了。
- アトリエ クエストボード - ソーシャルゲーム。2020年2月12日サービス終了[22]。
- アトリエオンライン 〜ブレセイルの錬金術士〜 - オンラインRPG。2022年3月31日サービス終了。

## 発売順タイトル一覧
アトリエシリーズとして発売されているソフトを以下に示す。シリーズのキャラクターを利用したパズルゲーム等の携帯端末用アプリケーションも発表されているが、ここでは省略する。
PS=PlayStation、PS2=PlayStation 2、PS3=PlayStation 3、PS4=PlayStation 4、PS5=PlayStation 5
SS=セガサターン、DC=ドリームキャスト
GBC=ゲームボーイカラー、GBA=ゲームボーイアドバンス、DS=ニンテンドーDS、3DS=ニンテンドー3DS
WSC=ワンダースワンカラー
PSP=PlayStation Portable、PS Vita=PlayStation Vita
Switch=Nintendo Switch
Windows=Windows、iOS=iOS、Android=Android
i=iアプリ、S!=S!アプリ、EZ=EZアプリ。
| 作品名                                                               | 発売日         | 対応機種                           | 備考                                                                                         |
| -------------------------------------------------------------------- | -------------- | ---------------------------------- | -------------------------------------------------------------------------------------------- |
| マリーのアトリエ 〜ザールブルグの錬金術士〜                          | 1997年5月23日  | PS                                 | ゲームアーカイブス対応                                                                       |
| マリーのアトリエ 〜ザールブルグの錬金術士〜                          | 1997年12月11日 | SS                                 |                                                                                              |
| マリーのアトリエPlus 〜ザールブルグの錬金術士〜                      | 1998年6月4日   | PS                                 | Plus版                                                                                       |
| エリーのアトリエ 〜ザールブルグの錬金術士2〜                         | 1998年12月17日 | PS                                 | ゲームアーカイブス対応                                                                       |
| マリーのアトリエPlus 〜ザールブルグの錬金術士〜 PlayStation the Best | 1999年12月16日 | PS                                 | Plus廉価版                                                                                   |
| エリーのアトリエ 〜ザールブルグの錬金術士2〜 PlayStation the Best    | 1999年12月16日 | PS                                 | Plus廉価版                                                                                   |
| マリーのアトリエGB                                                   | 2000年1月8日   | GBC                                |                                                                                              |
| エリーのアトリエGB                                                   | 2000年1月8日   | GBC                                |                                                                                              |
| マリーのアトリエ 〜ザールブルグの錬金術士〜                          | 2000年4月28日  | Windows                            | Windows 95/98対応。独自機能としてネットワーク機能がある（サービス終了済）                    |
| エリーのアトリエ 〜ザールブルグの錬金術士2〜                         | 2000年4月28日  | Windows                            | Windows 95/98対応。独自機能としてネットワーク機能がある（サービス終了済）。                  |
| リリーのアトリエ 〜ザールブルグの錬金術士3〜                         | 2001年6月21日  | PS2                                |                                                                                              |
| マリー&エリー 〜ふたりのアトリエ〜                                   | 2001年10月25日 | WSC                                |                                                                                              |
| マリー&エリーのアトリエ 〜ザールブルグの錬金術士1・2〜               | 2001年11月15日 | DC                                 | マリーのアトリエPlusとエリーのアトリエのセット                                               |
| ヘルミーナとクルス 〜リリーのアトリエ もう一つの物語〜               | 2001年12月20日 | PS2                                | アドベンチャーゲーム                                                                         |
| リリーのアトリエPLUS 〜ザールブルグの錬金術士3〜                     | 2002年4月4日   | PS2                                | Plus版                                                                                       |
| ユーディーのアトリエ 〜グラムナートの錬金術士〜                      | 2002年6月27日  | PS2                                |                                                                                              |
| マリー、エリー&アニスのアトリエ 〜そよ風からの伝言〜                 | 2003年1月24日  | GBA                                |                                                                                              |
| ヴィオラートのアトリエ 〜グラムナートの錬金術士2〜                   | 2003年6月26日  | PS2                                |                                                                                              |
| ユーディーのアトリエ 〜グラムナートの錬金術士〜 Gust Best Price      | 2003年8月7日   | PS2                                | 廉価版                                                                                       |
| マリーのアトリエ                                                     | 2003年12月15日 | i                                  |                                                                                              |
| イリスのアトリエ エターナルマナ                                      | 2004年5月27日  | PS2                                |                                                                                              |
| マリーのアトリエ                                                     | 2004年6月3日   | EZ                                 |                                                                                              |
| ヴィオラートのアトリエ 〜グラムナートの錬金術士2〜 Gust Best Price   | 2004年7月8日   | PS2                                | 廉価版                                                                                       |
| イリスのアトリエ エターナルマナ2                                     | 2005年5月26日  | PS2                                |                                                                                              |
| イリスのアトリエ エターナルマナ Gust Best Price                      | 2005年8月4日   | PS2                                | 廉価版                                                                                       |
| アトリエ マリー+エリー 〜ザールブルグの錬金術士1・2〜                | 2005年10月27日 | PS2                                | マリーのアトリエPlusとエリーのアトリエを操作性の向上などの改善を施しセットにした。           |
| マリー、エリー&アニスのアトリエ 〜そよ風からの伝言〜 BANPREST BEST   | 2006年3月23日  | GBA                                | 廉価版                                                                                       |
| マリーのアトリエ                                                     | 2006年6月3日   | S!                                 |                                                                                              |
| イリスのアトリエ グランファンタズム                                  | 2006年6月29日  | PS2                                |                                                                                              |
| イリスのアトリエ エターナルマナ2 Gust Best Price                     | 2006年9月21日  | PS2                                | 廉価版                                                                                       |
| イリスのアトリエ エターナルマナ2 After Episode                       | 2006年12月1日  | i,S!                               |                                                                                              |
| エリーのアトリエ                                                     | 2007年4日      | S!                                 |                                                                                              |
| リーズのアトリエ 〜オルドールの錬金術士〜                            | 2007年4月19日  | DS                                 |                                                                                              |
| マナケミア 〜学園の錬金術士たち〜                                    | 2007年6月21日  | PS2                                |                                                                                              |
| マナケミア2 〜おちた学園と錬金術士たち〜                             | 2008年5月29日  | PS2                                |                                                                                              |
| マナケミア 〜学園の錬金術士たち〜 PORTABLE+                          | 2008年9月25日  | PSP                                |                                                                                              |
| アニーのアトリエ 〜セラ島の錬金術士〜                                | 2009年3月12日  | DS                                 |                                                                                              |
| ロロナのアトリエ 〜アーランドの錬金術士〜                            | 2009年6月25日  | PS3                                |                                                                                              |
| マナケミア2 〜おちた学園と錬金術士たち〜 PORTABLE+                   | 2009年10月1日  | PSP                                |                                                                                              |
| リーナのアトリエ 〜シュトラールの錬金術士〜                          | 2009年12月22日 | DS                                 |                                                                                              |
| ユーディーのアトリエ 〜グラムナートの錬金術士〜 囚われの守人         | 2010年4月8日   | PSP                                |                                                                                              |
| トトリのアトリエ 〜アーランドの錬金術士2〜                           | 2010年6月24日  | PS3                                |                                                                                              |
| ヴィオラートのアトリエ 〜グラムナートの錬金術士2〜群青の思い出       | 2011年2月3日   | PSP                                |                                                                                              |
| メルルのアトリエ 〜アーランドの錬金術士3〜                           | 2011年6月23日  | PS3                                |                                                                                              |
| エルクローネのアトリエ 〜Dear for Otomate〜                          | 2012年4月12日  | PSP                                | 女性向け恋愛AVG                                                                              |
| ロロナのアトリエ 〜アーランドの錬金術士〜 PlayStation®3 the Best     | 2012年5月31日  | PS3                                | 再廉価版                                                                                     |
| トトリのアトリエ 〜アーランドの錬金術士2〜 PlayStation®3 the Best    | 2012年5月31日  | PS3                                | 再廉価版                                                                                     |
| メルルのアトリエ 〜アーランドの錬金術士3〜 PlayStation®3 the Best    | 2012年5月31日  | PS3                                | 廉価版                                                                                       |
| アーシャのアトリエ 〜黄昏の大地の錬金術士〜                          | 2012年6月28日  | PS3                                |                                                                                              |
| トトリのアトリエPlus 〜アーランドの錬金術士2〜                       | 2012年11月29日 | PS Vita                            | Plus版                                                                                       |
| メルルのアトリエPlus 〜アーランドの錬金術士3〜                       | 2013年3月20日  | PS Vita                            | Plus版                                                                                       |
| アーシャのアトリエ 〜黄昏の大地の錬金術士〜 Gust Best Price          | 2013年5月23日  | PS3                                | 廉価版                                                                                       |
| エスカ&ロジーのアトリエ 〜黄昏の空の錬金術士〜                       | 2013年6月27日  | PS3                                |                                                                                              |
| 新・ロロナのアトリエ はじまりの物語 〜アーランドの錬金術士〜         | 2013年11月21日 | PS3 PS Vita                        |                                                                                              |
| アーシャのアトリエPlus 〜黄昏の大地の錬金術士〜                      | 2014年3月27日  | PS Vita                            | Plus版                                                                                       |
| シャリーのアトリエ 〜黄昏の海の錬金術士〜                            | 2014年7月17日  | PS3                                |                                                                                              |
| エスカ&ロジーのアトリエPlus 〜黄昏の空の錬金術士〜                   | 2015年1月22日  | PS Vita                            | Plus版                                                                                       |
| 新・ロロナのアトリエ はじまりの物語 〜アーランドの錬金術士〜         | 2015年6月4日   | 3DS                                |                                                                                              |
| ソフィーのアトリエ 〜不思議な本の錬金術士〜                          | 2015年11月19日 | PS4 PS3 PS Vita                    |                                                                                              |
| シャリーのアトリエ Plus 〜黄昏の海の錬金術士〜                       | 2016年3月3日   | PS Vita                            | Plus版                                                                                       |
| フィリスのアトリエ 〜不思議な旅の錬金術士〜                          | 2016年11月2日  | PS4 PS Vita                        |                                                                                              |
| ソフィーのアトリエ 〜不思議な本の錬金術士〜                          | 2017年2月8日   | Windows                            | Steamで販売。英語版のみの対応だったが、2020年3月6日に日本語対応。                            |
| フィリスのアトリエ ～不思議な旅の錬金術士～                          | 2017年3月8日   | Windows                            | Steamで販売                                                                                  |
| リディー&スールのアトリエ 〜不思議な絵画の錬金術士〜                 | 2017年12月21日 | PS4 PS Vita Switch                 |                                                                                              |
| マリーのアトリエPlus 〜ザールブルグの錬金術士〜                      | 2018年2月28日  | iOS Android                        | Plus版                                                                                       |
| リディー&スールのアトリエ 〜不思議な絵画の錬金術士〜                 | 2018年3月27日  | Windows                            | Steamで販売                                                                                  |
| ロロナのアトリエ ～アーランドの錬金術士～ DX                         | 2018年9月20日  | PS4 Switch                         | Plus版（ロロナは新ロロナ版）を元にDLC同梱とテンポ改善を行ったものとなっている。              |
| トトリのアトリエ ～アーランドの錬金術士2～ DX                        | 2018年9月20日  | PS4 Switch                         | Plus版（ロロナは新ロロナ版）を元にDLC同梱とテンポ改善を行ったものとなっている。              |
| メルルのアトリエ ～アーランドの錬金術士3～ DX                        | 2018年9月20日  | PS4 Switch                         | Plus版（ロロナは新ロロナ版）を元にDLC同梱とテンポ改善を行ったものとなっている。              |
| アトリエ 〜アーランドの錬金術士1・2・3〜 DX                          | 2018年9月20日  | PS4 Switch                         | 上記3作品がセットになった豪華版プレミアムボックス                                            |
| ロロナのアトリエ ～アーランドの錬金術士～ DX                         | 2018年12月4日  | Windows                            | Steamで販売。Plus版（ロロナは新ロロナ版）を元にDLC同梱とテンポ改善を行ったものとなっている。 |
| トトリのアトリエ ～アーランドの錬金術士2～ DX                        | 2018年12月4日  | Windows                            | Steamで販売。Plus版（ロロナは新ロロナ版）を元にDLC同梱とテンポ改善を行ったものとなっている。 |
| メルルのアトリエ ～アーランドの錬金術士3～ DX                        | 2018年12月4日  | Windows                            | Steamで販売。Plus版（ロロナは新ロロナ版）を元にDLC同梱とテンポ改善を行ったものとなっている。 |
| アトリエ 〜アーランドの錬金術士1・2・3〜 DX                          | 2018年12月4日  | Windows                            | Steamで販売。上記3作品がセットになった豪華版プレミアムボックス                               |
| ネルケと伝説の錬金術士たち 〜新たな大地のアトリエ〜                  | 2019年1月31日  | PS4 PS Vita Switch                 | クロスオーバー作品                                                                           |
| ルルアのアトリエ 〜アーランドの錬金術士4〜                           | 2019年3月20日  | PS4 Switch                         |                                                                                              |
| ネルケと伝説の錬金術士たち 〜新たな大地のアトリエ〜                  | 2019年3月26日  | Windows                            | Steamで販売。クロスオーバー作品                                                              |
| ルルアのアトリエ 〜アーランドの錬金術士4〜                           | 2019年5月21日  | Windows                            | Steamで販売                                                                                  |
| ライザのアトリエ 〜常闇の女王と秘密の隠れ家〜                        | 2019年9月26日  | PS4 Switch                         |                                                                                              |
| ライザのアトリエ 〜常闇の女王と秘密の隠れ家〜                        | 2019年10月29日 | Windows                            | Steamで販売                                                                                  |
| アーシャのアトリエ 〜黄昏の大地の錬金術士〜 DX                       | 2019年12月25日 | PS4 Switch                         | Plus版を元にDLC同梱とテンポ改善を行ったものとなっている。                                    |
| エスカ&ロジーのアトリエ 〜黄昏の空の錬金術士〜 DX                    | 2019年12月25日 | PS4 Switch                         | Plus版を元にDLC同梱とテンポ改善を行ったものとなっている。                                    |
| シャリーのアトリエ 〜黄昏の海の錬金術士〜 DX                         | 2019年12月25日 | PS4 Switch                         | Plus版を元にDLC同梱とテンポ改善を行ったものとなっている。                                    |
| アトリエ ～黄昏の錬金術士 トリロジー～ DX                            | 2019年12月25日 | PS4 Switch                         | 上記3作品がセットになった豪華版プレミアムボックス                                            |
| アーシャのアトリエ 〜黄昏の大地の錬金術士〜 DX                       | 2020年1月14日  | Windows                            | Steamで販売。Plus版を元にDLC同梱とテンポ改善を行ったものとなっている。                       |
| エスカ&ロジーのアトリエ 〜黄昏の空の錬金術士〜 DX                    | 2020年1月14日  | Windows                            | Steamで販売。Plus版を元にDLC同梱とテンポ改善を行ったものとなっている。                       |
| シャリーのアトリエ 〜黄昏の海の錬金術士〜 DX                         | 2020年1月14日  | Windows                            | Steamで販売。Plus版を元にDLC同梱とテンポ改善を行ったものとなっている。                       |
| アトリエ ～黄昏の錬金術士 トリロジー～ DX                            | 2020年1月14日  | Windows                            | Steamで販売。上記3作品がセットになった豪華版プレミアムボックス                               |
| ライザのアトリエ2 〜失われた伝承と秘密の妖精〜                       | 2020年12月3日  | PS4 PS5 Switch                     |                                                                                              |
| ソフィーのアトリエ 〜不思議な本の錬金術士〜 DX                       | 2021年4月22日  | PS4 Switch                         |                                                                                              |
| フィリスのアトリエ 〜不思議な旅の錬金術士〜 DX                       | 2021年4月22日  | PS4 Switch                         |                                                                                              |
| リディー&スールのアトリエ 〜不思議な絵画の錬金術士〜 DX              | 2021年4月22日  | PS4 Switch                         |                                                                                              |
| アトリエ ～不思議の錬金術士 トリロジー～ DX                          | 2021年4月22日  | PS4 Switch                         | 上記3作品がセットになった豪華版プレミアムボックス                                            |
| ソフィーのアトリエ2 〜不思議な夢の錬金術士〜                         | 2022年2月24日  | PS4 Switch                         |                                                                                              |
| ライザのアトリエ3 〜終わりの錬金術士と秘密の鍵〜                     | 2023年3月23日  | PS5 PS4 Switch                     |                                                                                              |
| レスレリアーナのアトリエ 〜忘れられた錬金術と極夜の解放者〜          | 2023年9月23日  | iOS Android                        |                                                                                              |
| ユミアのアトリエ 〜追憶の錬金術士と幻創の地〜                        | 2025年3月21日  | PS(5,4) Xbox(X/S,One) Switch Steam |                                                                                              |
| 紅の錬金術師と白の守護者 〜レスレリアーナのアトリエ〜                | 2025年9月26日  | PS5 PS4 Switch Steam               |                                                                                              |

## 特徴
アトリエシリーズは「アイテム合成・調合RPG」とも呼ばれる。手に入れたアイテムを合成し、新たなアイテムを生み出していくという、単純ではあるが中毒性の高いシステムが本シリーズの大きな特徴である。また、作業効率・材料の吟味・目標達成速度・妖精育成・図鑑完成・イベント類の完遂等のやり込み要素もある。

### 作風
シリーズ第1作『マリーのアトリエ』のキャッチコピーは「世界を救うのはもうやめた」「世界を救うより大切なこと」であり、架空の街で架空の毎日を過ごすことを楽しむゲームとして作られた。以降のシリーズでは、例えばイリスシリーズの様に従来のRPG的な作品もある。

### 世界観
いわゆるヨーロッパ風ファンタジー世界を舞台としている。シリーズ第1作の『マリーのアトリエ』の世界は南部ドイツやスイス、オーストリアなどがモデルであり、登場する人名や地名、アイテム名などにもドイツ風あるいはドイツ語風のものも多くある。この傾向は舞台が変わった後のシリーズでも受け継がれる。
シリーズを通して複数の世界が並行に存在する。
- 『マリーのアトリエ』から『ヴィオラートのアトリエ』までの世界
- 『エターナルマナ』と『エターナルマナ2』の世界
- 『グランファンタズム』の世界
- 『マナケミア』の世界
- 『アーランド』の世界
- 『黄昏の大地』の世界

### 錬金術・調合
主人公たちが学んでいる魔術を錬金術と呼ぶ。元素を組み合わせて新しい物質を生み出す術とされる。少なくとも初期シリーズでは「召喚魔術」や「付与魔術」なども並立して存在する設定になっているが、ゲーム中でそれらが区別されることはなく、いずれも錬金術として扱われている。また『エターナルマナ』『エターナルマナ2』ではマナと呼ばれる精霊の力を借りて行使する術となっており、他のシリーズとは微妙に扱いが異なる。錬金術を行使する者は「錬金術士」と呼ばれ、作品世界内では「錬金術師」という表記は誤りとされている。
賢者の石、エリクサー（エリキシル剤、エリクシール）、ホムンクルス、エメラルド・タブレット（新緑のタブレット）、アゾット、ウロボロスなどの実在する錬金術のモチーフも多く使われている。
錬金術を用いて複数（または単数）のアイテムから新たなアイテムを生み出す作業を「調合」と呼ぶ。2作目以降はブレンド調合、オリジナル調合、ラフ調合、マナ調合など新しい形の調合がある。

## 登場キャラクター
妖精さん
シリーズを通して登場する妖精。主に錬金術士に従事しその作業を手助けする存在として扱われる。
人間の子供（男児）のような姿で、それぞれ同型の帽子と服を身につけている。服装の色は緑が基本だが他の色も存在する。ほとんどが同じ顔をしているが、性格にはそれぞれ個性がある。「妖精さん人形」などの商品もある。シリーズによっては、『ヴィオラートのアトリエ』のパウルや『エターナルマナ2』のポウのようにパーティーキャラクターともなる。多くの名前はパ行で始まる。また、ウェブゲーム『妖精さんのDance×3 パニック』がβ版にて公開されていた。
マナ
イリスシリーズ、マナケミアシリーズに登場する精霊。種族ごとに地水火風木金光闇などといった、何らかの属性の力を司っている。その姿は人間の少年少女のようであったり、獣のようであったり、怪物のような姿であったりと様々。人間や動物と区別ができない姿の者もいる。木の属性を司るマナは前述の「妖精さん」と似たような姿で描かれるが、両者は似て非なる存在であるとされる。フィールド上でエンカウントする敵として登場する場合もある。
『エターナルマナ』『エターナルマナ2』では、錬金術はマナと契約してその力を借りて使うものとして位置づけられ、マナと契約することで調合できるアイテムの数が増えていく。『グランファンタズム』では、戦闘中に呼び出して使役したり、ブレイズ（キャラクタークラス）の変更に関わったりする存在として位置づけられる。マナケミアシリーズでは、マナとの契約は錬金術に必須ではないものの錬金術士の能力を高めるものとされ、また戦闘中に呼び出して使役することもできるほか、独立したパーティキャラクターとして登場する者もいる。『マナケミア2』では、人間とマナとは混血が可能だが、人間との間にできた子供を出産したマナの母親は死亡してしまうという設定が明かされ、このことから人間とマナの間に垣根が生じ、人間の世界でマナが希少な存在になりつつあるという事情が語られた。
ぷにぷに
つぶれた球形をした青いゼリー状生物で、アトリエシリーズのほぼ全作品に最序盤から登場する敵モンスター。プニの手も借りたい、という言い回しがある程どの世界でも非常にありふれた存在。少し鍛えれば子供でも勝てる、猫にも負ける等の逸話がある程に弱い。
単なる色違いをはじめ、巨大なタイプ、兜をかぶったタイプ、腐ったタイプなどがあり種類によっては強敵として登場する。体内にある『ぷにぷに玉』は調合に必要な素材の1つで、強力な水分蒸発作用がある。「ぷにぷにクッション」などグッズの題材にもなっている。
鳴き声もぷにぷにで、ジャンプしたり転がったり活発に動く事が出来る。また知能が高く人間に飼いならされてペットになっている個体や、中には伝書鳩ならぬ伝書プニとして手紙の配達までこなすぷに、作品によっては人語を喋るものまで存在する。
パメラ・イービス
『ユーディーのアトリエ』で初登場した幽霊の少女。以後『ヴィオラートのアトリエ』『エターナルマナ』『グランファンタズム』『マナケミア』『ロロナのアトリエ』『トトリのアトリエ』『メルルのアトリエ』『ソフィーのアトリエ』『フィリスのアトリエ』『リディー＆スールのアトリエ』にも登場しているほか、アトリエシリーズ以外にも、他社とのクロスオーバー作品である『トリニティ・ユニバース』に登場している。
幽霊とは思えない明るく楽観的な性格をしており、パーティーキャラとして登場した『ユーディー』『ヴィオラート』『マナケミア』『メルルのアトリエ』では物理攻撃によるダメージを一切、あるいはほとんど受けない。当初は毎回出す予定ではなかったというが、周囲の声に応える形で登場するようになった。『エターナルマナ2』ではパメラは登場していないが、登場キャラの一人トレーネがパメラに似た容姿・性格となっている。
武器屋の親父
アトリエシリーズで何度も登場している武器屋を営む男性。『マリーのアトリエ』『エリーのアトリエ』には「武器屋の親父」として登場し、『リリーのアトリエ』では「ゲルハルト」という名で若い頃の姿が描かれた。その後類似した容姿、設定の「ハゲル」ないし「ハゲル・ボールドネス」という名前の人物が『エターナルマナ』『エターナルマナ2』『グランファンタズム』『マナケミア』『ロロナのアトリエ』『トトリのアトリエ』『メルルのアトリエ』『リディー＆スールのアトリエ』などに登場している。またアトリエシリーズ以外には『アルトネリコ』の劇中劇において、他のザールブルグシリーズの登場人物と共に登場している。
頭が禿げておりそのことを気にしている、歌唱力には自信があるが実際は音痴、といった設定がシリーズを通して引き継がれている。演じた声優は作品ごとに異なるが、『ロロナ』のハゲルに立木文彦がキャスティングされているのは、『マリー』の武器屋の親父を意識したものである。

## グラムナートシリーズ
アトリエシリーズのうち「グラムナートシリーズ」とされるのは以下の作品である。本シリーズでは双羽純がキャラクターデザインおよびイラストレーションを担当している。本シリーズの舞台は、ザールブルグシリーズの舞台ストウ大陸北部から遠く離れたグラムナート地方である。ゲーム中にはフィンデン王国、カナーラント王国、マッセン王国（名前のみ）などが登場している。同じ世界に存在するため、ザールブルグシリーズの登場人物も一部がゲスト出演しており、共通の時間軸に位置づけることが可能である。
- ユーディーのアトリエ 〜グラムナートの錬金術士〜
- ヴィオラートのアトリエ 〜グラムナートの錬金術士2〜

### 主なシステムの変更点
アイテム
「にんじん」というアイテムを例に説明すると、ザールブルグシリーズでは店で買う、採取地で採取する、人から貰う等、どこで手に入れても全て同じ「にんじん」として処理されていた。それに対し、グラムナートシリーズでは物によって鮮度（例：「新鮮」「普通」「腐りかけ」）や特徴（例：「変な形」「高級品」「甘い」）が異なり、一つ一つが区別されるようになり、調合アイテムが素材の持つ特徴を引き継ぐようになった（このため使う材料によっては「クサい」「いい香り」という矛盾した特徴が並列することもある）。また、ほとんどのアイテムは時間の経過や天候の変化によって品質が劣化するようになった。
アイテムの品質の概念は元々シリーズ初代の「マリーのアトリエ」から導入する予定であったが、CD-ROMの容量やPSのハード性能の問題などがあり断念したということをシリーズのディレクター、吉池真一が明かしている。
採取
グラムナートシリーズでは採取地それぞれにマップが用意されており、マップ内を自由に移動しながら落ちているアイテムを入手する形式に変更された。マップ内には川や崖、岩で塞がれた道など、特定のアイテムがないと通れない場所がある。
酒場での依頼
従来のアイテム調達に加えて、「品質重視」「緊急」等の条件付き依頼、他の町へのアイテム配達、モンスター討伐の退治依頼が新たに加わった。
量販店
従来のショップに加え、新たに量販店が追加された。従来のショップ等では素材アイテムの購入だけであったが、量販店では調合したアイテムを登録でき、同じ品質の調合アイテムを大量購入可能となった。量販店によって取り扱えるアイテムの種類と登録数が決まっており、量販店特有の属性が付けられたり、扱えない属性が削られたりすることもある。
戦闘
これまではキャラそれぞれに「HP」と「MP」があり、HPが0になると戦闘不能というシステムであったが、グラムナートシリーズでは「HP」「MP」「LP」の3項目があり、そのうちどれか一つが0になると戦闘不能になるシステムを採用した。これは敵キャラについても同様である。また、ザールブルグシリーズでは誰でも戦闘中にアイテムを使用できたが、グラムナートシリーズでは戦闘中にアイテムを使用できるのは錬金術士（ユーディット、ヴィオラート、ヘルミーナ、アイゼル）に限られている。
妖精
ザールブルグシリーズでは主人公のお手伝いとして活躍した妖精だが、グラムナートシリーズではシステムの変更に伴い、「ヴィオラートのアトリエ」で冒険者および店番としてのみ雇用できるパウルを除いて、雇う事は出来なくなった。「ユーディー」ではファクトア神殿、「ヴィオラート」では妖精の森でその姿を確認できる。

## イリスシリーズ
アトリエシリーズのうち「イリスシリーズ」とされるのは以下の作品である。本シリーズではグラムナートシリーズに引き続き双羽純がイラストレーションを担当している。しかし各ゲームのキャラクターデザインはガストのスタッフによる。なお「イリスのアトリエ」はあくまでサブタイトルであって、「エターナルマナ」や「グランファンタズム」などがメインタイトルである。これは各タイトルロゴからも確認できる。
- イリスのアトリエ エターナルマナ
- イリスのアトリエ エターナルマナ2
- イリスのアトリエ エターナルマナ2 After Episode
- イリスのアトリエ グランファンタズム

### ゲームシステムの大幅変更
イリスシリーズでは、グラムナートシリーズまでにあったカレンダーや時間経過の概念が撤廃されている。また調合（錬金術）よりも冒険と戦闘に比重が置かれるなど、アトリエシリーズの中では最も「普通のRPG」寄りの作風である。制作スタッフは「作品を重ねる毎にシステムが複雑になり、新規のプレイヤーがほとんどいなくなってしまった。その問題点を解消するため、これまでのアトリエシリーズらしさややりこみ要素を継承しつつ、RPG的な要素を増やした。」と語っている。

### 作品間の関係
イリスシリーズのうち、『エターナルマナ』と『エターナルマナ2』は同一の世界を舞台としている。しかし500年以上の時間差があるため、イリスという登場人物が共通していることを除きストーリー的な繋がりはほとんどない。『グランファンタズム』では再び世界観が一新されており、前2作との繋がりはない。『エターナルマナ』シリーズのイリスに酷似する同名のキャラクターがヒロインであるが、『週刊ファミ通』2006年3月31日号のインタビューにおいて制作スタッフが別人だと言明している。

## テーマ曲

### オープニングテーマ
| 曲名                                     | 起用作品                                                     | 歌手名         | 備考                      |
| ---------------------------------------- | ------------------------------------------------------------ | -------------- | ------------------------- |
| もう一つの物語                           | ヘルミーナとクルス 〜リリーのアトリエ もう一つの物語〜       | 東野祐美       |                           |
| Time and a World                         | ユーディーのアトリエ 〜グラムナートの錬金術士〜 囚われの守人 | 癒月           |                           |
| 海を仰ぐ                                 | ヴィオラートのアトリエ 〜グラムナートの錬金術士2〜           | 永倉秀恵       |                           |
| 白夜幻想譚                               | イリスのアトリエ エターナルマナ                              | 霜月はるか     |                           |
| Eternal Story                            | イリスのアトリエ エターナルマナ2                             | 霜月はるか     |                           |
| schwarzweiß 〜霧の向こうにつながる世界〜 | イリスのアトリエ グランファンタズム                          | 霜月はるか     |                           |
| Run For Your Life                        | マナケミア 〜学園の錬金術士たち〜                            | 霜月はるか     |                           |
| My Silly Days                            | マナケミア2 〜おちた学園と錬金術士たち〜                     | 真理絵         |                           |
| Falling, The Star Light                  | ロロナのアトリエ 〜アーランドの錬金術士〜                    | 山本美禰子     |                           |
| Pilgrimage                               | トトリのアトリエ 〜アーランドの錬金術士2〜                   | 山本美禰子     |                           |
| Cadena                                   | メルルのアトリエ 〜アーランドの錬金術士3〜                   | 山本美禰子     |                           |
| 花標                                     | アーシャのアトリエ 〜黄昏の大地の錬金術士〜                  | 野見山睦未     | バンドLocal busのボーカル |
| ミルク色の峠                             | エスカ&ロジーのアトリエ 〜黄昏の空の錬金術士〜               | チリヌルヲワカ |                           |
| Rusty Sky                                | シャリーのアトリエ 〜黄昏の海の錬金術士〜                    | matryoshka     |                           |
| Phronesis                                | ソフィーのアトリエ 〜不思議な本の錬金術士〜                  | ルルティア     |                           |
| flora                                    | フィリスのアトリエ 〜不思議な旅の錬金術士〜                  | 南壽あさ子     |                           |
| クローマ                                 | リディー&スールのアトリエ 〜不思議な絵画の錬金術士〜         | riya、Ceui     |                           |
| Presea                                   | ルルアのアトリエ 〜アーランドの錬金術士4〜                   | 山本美禰子     |                           |
| 虹色の夏                                 | ライザのアトリエ 〜常闇の女王と秘密の隠れ家〜                | 神田沙也加     |                           |
| Somewhen, Somewhere..                    | ライザのアトリエ2 〜失われた伝承と秘密の妖精〜               | クラムボン     |                           |

### エンディングテーマ
| 曲名                       | 起用作品                                                        | 歌手名           | 備考                                   |
| -------------------------- | --------------------------------------------------------------- | ---------------- | -------------------------------------- |
| 明日になれば               | エリーのアトリエ 〜ザールブルグの錬金術士2〜                    | 長沢美樹         |                                        |
| あしあと                   | リリーのアトリエ 〜ザールブルグの錬金術士3〜                    | 堀江真美         |                                        |
| はるかな刻の彼方でも       | ユーディーのアトリエ 〜グラムナートの錬金術士〜                 | 千葉紗子         | 元の世界に戻る事を選択した場合のED曲   |
| 思い出を背にして           | ユーディーのアトリエ 〜グラムナートの錬金術士〜                 | 千葉紗子         | 世界に残る事を選択した場合のED曲       |
| ARMERIA                    | ユーディーのアトリエ 〜グラムナートの錬金術士〜 囚われの守人    | 癒月             |                                        |
| この青い空の下             | ヴィオラートのアトリエ 〜グラムナートの錬金術士2〜              | 永倉秀恵         |                                        |
| STAGE                      | ヴィオラートのアトリエ 〜グラムナートの錬金術士2〜              | 飯塚雅弓         | トゥルーED曲                           |
| ゼンマイ式しあわせクロック | ヴィオラートのアトリエ 〜グラムナートの錬金術士2〜 群青の思い出 | 花澤香菜         | スフィアED曲                           |
| celestial ark              | ヴィオラートのアトリエ 〜グラムナートの錬金術士2〜 群青の思い出 | 真理絵           | ラピスED曲                             |
| 歩む道                     | イリスのアトリエ エターナルマナ                                 | 堀江真美         |                                        |
| silent rhyme               | イリスのアトリエ エターナルマナ                                 | 堀江真美         | 二周目でアーリンを仲間にした場合のED曲 |
| 旅立ちの扉                 | イリスのアトリエ エターナルマナ2                                | 堀江真美         |                                        |
| Lorelei                    | イリスのアトリエ グランファンタズム                             | みとせのりこ     |                                        |
| 大切なことば               | イリスのアトリエ グランファンタズム                             | 石橋優子         |                                        |
| TOGGLE                     | マナケミア 〜学園の錬金術士たち〜                               | みずさわゆうき   |                                        |
| Sail                       | マナケミア2 〜おちた学園と錬金術士たち〜                        | 柳麻美           |                                        |
| 不思議なレシピ             | ロロナのアトリエ 〜アーランドの錬金術士〜                       | 古原奈々         |                                        |
| Dia                        | トトリのアトリエ 〜アーランドの錬金術士2〜                      | mao              |                                        |
| メトロ                     | メルルのアトリエ 〜アーランドの錬金術士3〜                      | mao              |                                        |
| Altair                     | アーシャのアトリエ 〜黄昏の大地の錬金術士〜                     | Annabel          |                                        |
| Crocus                     | ライザのアトリエ 〜常闇の女王と秘密の隠れ家〜                   | ROXI CHEN (ZANI) |                                        |

### その他のテーマ曲
| 曲名                 | 起用作品                                        | 関係           | 歌手名            | 備考                                       |
| -------------------- | ----------------------------------------------- | -------------- | ----------------- | ------------------------------------------ |
| 好きだった絵本       | マリーのアトリエ〜ザールブルグの錬金術士〜      | アレンジソング | みとせのりこ      | インストだった同名OP曲のボーカルアレンジ版 |
| 始まりの丘           | マリーのアトリエ〜ザールブルグの錬金術士〜      | アレンジソング | みずさわゆうき    | インストだった同名ED曲のボーカルアレンジ版 |
| まわれロンド         | エリーのアトリエ 〜ザールブルグの錬金術士2〜    | 挿入歌         | 長沢美樹          |                                            |
| 未来を信じて         | リリーのアトリエ 〜ザールブルグの錬金術士3〜    | 挿入歌         | 那須めぐみ        |                                            |
| エーレ・グラムナート | ユーディーのアトリエ 〜グラムナートの錬金術士〜 | 挿入歌         | 高橋美紀          |                                            |
| Flowers In The Rain  | イリスのアトリエ グランファンタズム             | 挿入歌         | 片霧烈火          |                                            |
| 夢の未来へ           | マナケミア 〜学園の錬金術士たち〜               | 挿入歌         | ガストスタッフ    | ガストの制作スタッフによる合唱曲           |
| ねぇ                 | マナケミア 〜学園の錬金術士たち〜               | 挿入歌         | 真理絵            |                                            |
| シリウス             | マナケミア 〜学園の錬金術士たち〜               | 挿入歌         | 真理絵            |                                            |
| STIGMATA             | マナケミア 〜学園の錬金術士たち〜               | 挿入歌         | みとせのりこ      |                                            |
| 希望告げる鐘         | マナケミア2 〜おちた学園と錬金術士たち〜        | 挿入歌         | ガストスタッフ    | ガストの制作スタッフによる合唱曲           |
| Namenloses Licht     | マナケミア2 〜おちた学園と錬金術士たち〜        | 挿入歌         | 一純悠人          |                                            |
| Cloudy               | メルルのアトリエ 〜アーランドの錬金術士3〜      | 挿入歌         | 茶太              |                                            |
| Little Crown         | メルルのアトリエ 〜アーランドの錬金術士3〜      | 挿入歌         | 野見山睦未        |                                            |
| 錬金少女メルルのうた | メルルのアトリエ 〜アーランドの錬金術士3〜      | 挿入歌         | 真理絵            |                                            |
| 君と出会えた奇跡     | ライザのアトリエ 〜常闇の女王と秘密の隠れ家〜   | 挿入歌         | 照井春佳/三上枝織 |                                            |

## ドラマCD
マリーのアトリエ ドラマCD
1997年12月3日発売。ラジオ『池澤春菜のみんなで、た〜る♥ 〜ラジオ・マリーのアトリエ〜』内で募集されたリクエストを元に作られたインタラクティブドラマ。
マリーのアトリエ ゼストCDブック
1997年9月30日発売。
マリーのアトリエ ゼストCDブックVol.2 「運命の日～蛍の光、歌えるの?～」
1997年12月8日発売。
マリーのアトリエ 〜ザールブルグの錬金術士1〜
1997年12月20日発売。ラジオ『池澤春菜のみんなで、た〜る♥ 〜ラジオ・マリーのアトリエ〜』内のラジオドラマコーナーから4つと未放送ドラマ1つの計5つを収録したCD。
マリーのアトリエ 〜ザールブルグの錬金術士2〜
1998年2月4日発売。ラジオ『池澤春菜のみんなで、た〜る♥ 〜ラジオ・マリーのアトリエ〜』内のラジオドラマコーナーから4つと未放送ドラマ1つとおまけ1つの計6つを収録したCD。
マリーのアトリエ 〜ザールブルグの錬金術士3〜
1998年3月4日発売。ラジオ『池澤春菜のみんなで、た〜る♥ 〜ラジオ・マリーのアトリエ〜』内のラジオドラマコーナーから4つと未放送ドラマ1つとおまけ1つの計6つを収録したCD。
マリーのアトリエ 〜ザールブルグの錬金術士4〜
1998年4月25日発売。ラジオ『池澤春菜のみんなで、た〜る♥ 〜ラジオ・マリーのアトリエ〜』内のラジオドラマコーナーから4つと未放送ドラマ1つの計5つを収録したCD。
マリーのアトリエ 1～4 スペシャルBOX
1998年12月5日発売。上記の1～4を収録。
エリーのアトリエ ゼストCDブックVol.6
1999年2月1日発売。
エリーのアトリエ ～ザールブルクの錬金術士2～ 1
1998年12月19日発売。ラジオ『美樹&つむぎのエリーのアトリエ』内のラジオドラマコーナーに未放送のドラマを加え収録。
エリーのアトリエ ～ザールブルクの錬金術士2～ 2
1999年1月23日発売。ラジオ『美樹&つむぎのエリーのアトリエ』内のラジオドラマコーナーに未放送のドラマを加え収録。
ユーディーのアトリエ オリジナルドラマアルバム 「～貴方のために一曲 第1話：メッテルブルグ前奏曲～」
2002年10月30日発売。
ユーディーのアトリエ オリジナルドラマアルバム 「～貴方のために一曲 第2話：アルテノルト幻想曲～」
2002年12月20日発売。
ユーディーのアトリエ オリジナルドラマアルバム 「～貴方のために一曲 第3話：リサ遁走曲～」
2003年2月27日発売。
ユーディーのアトリエ オリジナルドラマアルバム 「"ありがと!"ディスク」
上記第1～3話を購入しアンケートに回答すると貰うことができた。
ヴィオラのアトリエ ドラマCD 「レガルザインの魔技師」
イリスのアトリエ エターナルマナ2予約特典
イリスのアトリエ エターナルマナ2 オリジナルドラマ Vol.1
2005年9月7日発売。
イリスのアトリエ エターナルマナ2 オリジナルドラマ Vol.2
2005年10月5日発売。
マナケミア オリジナルドラマCD
マナケミア予約特典。
アニーのアトリエ オリジナルドラマCD 「セラ島の錬金術士 『女性錬金術士は君だ!?』 ～ハンス、受難と女装?の巻～」
アニーのアトリエ予約特典。
リーナのアトリエ オリジナルドラマCD 「名探偵リーナの挑戦」
リーナのアトリエ予約特典。
メルルのアトリエ 「エピソード0 アーランド編」
メルルのアトリエ予約特典。
メルルのアトリエ 「エピソード0 アールズ編」
『ゲーマガ』2011年8月号特別付録スペシャルCD。
ロロナ・トトリ・メルルのアトリエ 「～アーランドのお茶会～」
2013年11月20日発売。
ロロナ・トトリ・メルルのアトリエ 「～虹の絵の具と旅の絵師～」
2015年3月25日発売。
ロロナ・トトリ・メルルのアトリエ 「『時空を超えた贈り物』After Story ～アーランド編～」
「アトリエ20周年フェスティバル プレミアム席特典 オリジナルミニドラマCD -昼公演-」収録。
ロロナ・トトリ・メルルのアトリエ 「『時空を"書ける"想い』After Story ～アーランド編～」
「アトリエ20周年フェスティバル プレミアム席特典 オリジナルミニドラマCD -夜公演-」収録。
エスカ&ロジーのアトリエ 後日談ドラマCD
「シャリーのアトリエ ~黄昏の海の錬金術士~ プレミアムボックス」収録。
アーシャのアトリエ ワールドガイドCD
アーシャのアトリエ予約特典。中身は同じだが6種類の盤面イラストが存在する。
ライザのアトリエ2 ガスト限定 ドラマCD『あの夏、ふたたび。～少し大人になった少女たちの女子会～』
ライザのアトリエ2 豪華絢爛！GS最強ギャラクシーコンボセット収録。

## 関連書籍等
アトリエシリーズ オフィシャルクロニクル
マリーのアトリエからロロナのアトリエまでのキャラクターやイベント画、制作者インタビューをまとめたもの。 エンターブレイン刊。2009年10月13日刊行。
アトリエヒロインコミック〜マリー エリーからロロナ リーナまで〜
マリーのアトリエからリーナのアトリエまでを対象にしたアンソロジーコミック。 エンターブレイン刊。2009年12月28日刊行。
ガスト・イラストレーションズ
「ユーディーのアトリエ」を含むアトリエシリーズ、「ロビンロイドの冒険」「黒い瞳のノア」など、ガストゲーム全作品から精彩を放つ傑作イラストレーションを収録。